# Ярёменко, Владимир Иванович
Владимир Иванович Ярёменко (8 июня 1930, Полтавская область — 2 марта 1997, Кривой Рог, Днепропетровская область) — советский шахтёр, бригадир проходчиков Первомайского рудоуправления Министерства чёрной металлургии Украинской ССР. Герой Социалистического Труда (1971). Член ЦК КП Украины.

## Биография
Родился 8 июня 1930 года на территории нынешней Полтавской области в крестьянской семье. Украинец. 
Образование среднее. В 1946—1950 годах работал трактористом в машинно-тракторной станции в Одесской области. 
В 1953 году переехал в Кривой Рог, где устроился на работу на шахту «Объединённая» Первомайского рудоуправления, потом перешёл на шахту «Северная-Вентиляционная», а затем — «Первомайская» № 1 того же рудоуправления. Работал крепильщиком, проходчиком-взрывником, овладел всеми горняцкими профессиями.
Указом Президиума Верховного Совета СССР от 30 марта 1971 года за выдающиеся успехи, достигнутые в выполнении заданий пятилетнего плана по развитию чёрной металлургии, Ярёменко Владимиру Ивановичу присвоено звание Героя Социалистического Труда с вручением ордена Ленина и золотой медали «Серп и Молот».
Новатор производства, победитель соревнований, ударник пятилеток, инициатор трудовых починов, производственные планы выполнял на 120—135%. Был наставником молодёжи, имел школу передового опыта, воспитал два поколения горняков.
Продолжал работать на шахте до выхода на пенсию в 1985 году. Возглавлял совет народного музея. Был членом райкома и Криворожского горкома Компартии Украины, избирался депутатом районного в городе совета, делегатом XXIV и XXV съездов Компартии Украины, делегатом X—XII съездов профсоюзов Украины. 
Жил в Кривом Роге, где и умер 2 марта 1997 года.

## Награды
- Медаль «Серп и Молот» (№ 17580 от 30.03.1971);
- орден Ленина (№ 407480 от 30.03.1971);
- орден Трудового Красного Знамени (29.07.1966);
- Почётный горняк СССР (1974);
- медали;
- имя в Книге трудовой славы Днепропетровской области;
- Почётная грамота Минчермета СССР.

## Память
- Имя на Стеле Героев в Кривом Роге.